# التصنيفات الدولية لهولندا
تتضمن هذه المقالة التصنيفات الدولية لهولندا.

## التصنيفات الاقتصاد
- صندوق النقد الدولي: دخل الفرد حسب تعادل القدرة الشرائية في المرتبة التاسعة من بين 181 (2011)
- برنامج الأمم المتحدة الإنمائي: مؤشر التنمية البشرية في المرتبة الثالثة من بين 169 (2011)
- استطلاع جالوب العالمي: السعادة في المرتبة الرابعة من بين 155 (2009)
- المنتدى الاقتصادي العالمي: تقرير التنافسية العالمية في المرتبة الخامسة من بين 144 (2012 – 2013). [1]
- المنتدى الاقتصادي العالمي: تقرير رأس المال البشري 2015 في المرتبة 8 من 124 (2015). [2]
- تصنيف الابتكار الأوروبي في المرتبة الخامسة من بين 36 (2017)
- المنظمة العالمية للملكية الفكرية: مؤشر الابتكار العالمي 2024، المرتبة 8 من بين 133 دولة [3]

## التصنيفات العسكرية
- معهد الاقتصاد والسلام: مؤشر السلام العالمي [4] المرتبة 25 من 152 (2011)

## التصنيفات السياسية
- تصنيف منظمة مراسلون بلا حدود لحرية الصحافة العالمية: في المرتبة السادسة من بين 180 منظمة (2021)
- معهد فريزر: مؤشر الحرية العالمي: حلت هولندا في المرتبة الثانية من بين 123 دولة (2013)
- منظمة الشفافية الدولية: مؤشر مدركات الفساد: حلت هولندا في المرتبة التاسعة من بين 176 دولة (2012) [5]
- مراسلون بلا حدود: تصنيف حرية الصحافة: حلت هولندا في المرتبة الثالثة من بين 178 (2011-2012)
- الإيكونوميست: مؤشر الديمقراطية: حلت هولندا في المرتبة العاشرة من بين 167 (2011)
- صندوق السلام: مؤشر الدول الفاشلة: حلت هولندا في المرتبة 167 من أصل 177 (2012) [6]
- الأمم المتحدة: مؤشر جاهزية الحكومة الإلكترونية: حلت هولندا في المرتبة الثانية من بين 190 (2012) [7]

## التصنيفات المجتمعية
- منظمة التعاون الاقتصادي والتنمية: نظرة عامة على المجتمع 2019. المؤشرات الاجتماعية لمنظمة التعاون الاقتصادي والتنمية: حلت هولندا في المرتبة 5 من 36 (2019) [8]